# Hein Van Breenen

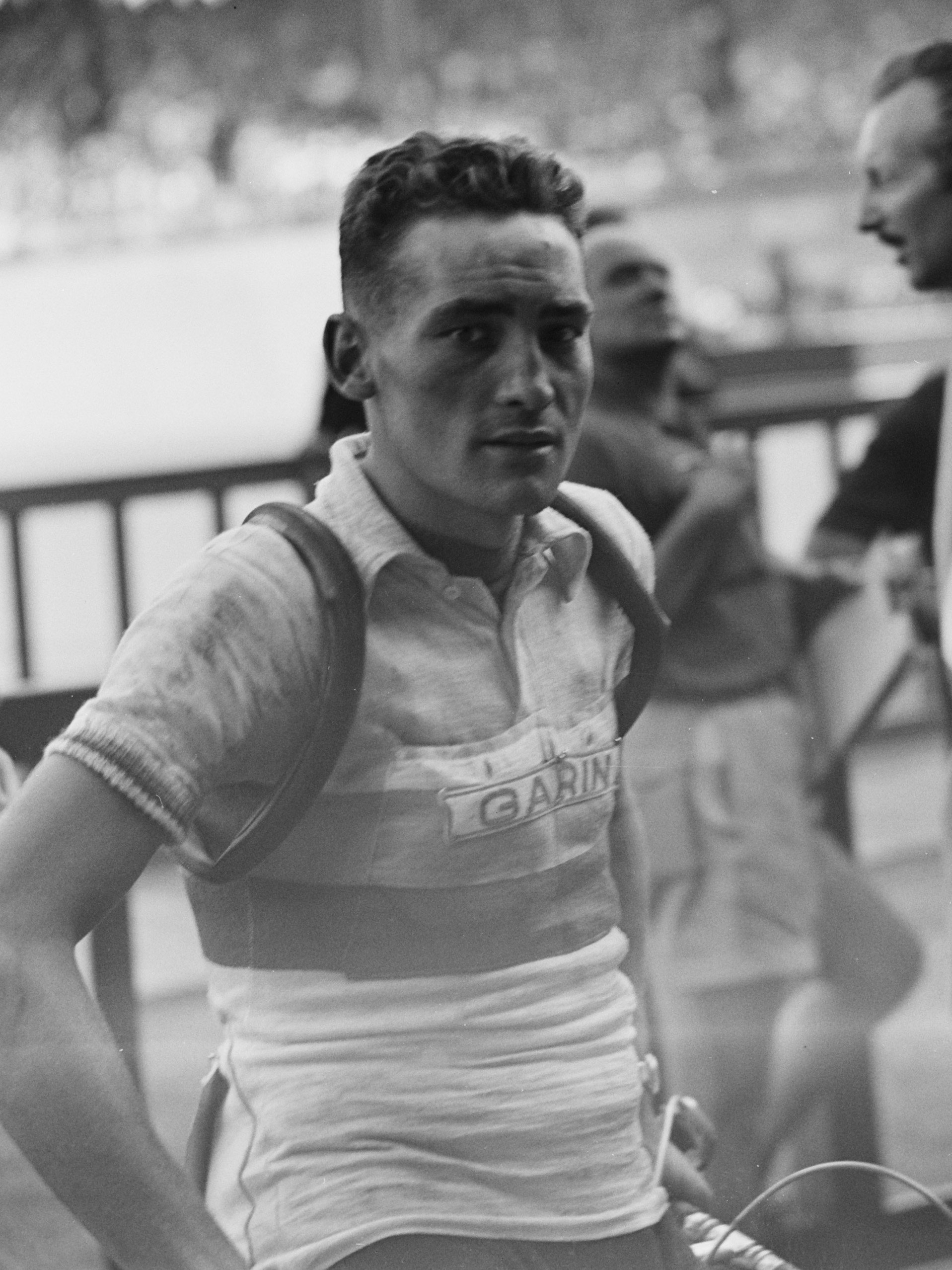
Hein van Breenen

Hein Van Breenen (* 12. Juni 1929 in Amsterdam; † 8. März 1990 ebenda) war ein niederländischer Radrennfahrer.

## Sportliche Laufbahn
Als Amateur siegte er 1950 in der Ronde van Midden-Nederland. Diesen Sieg konnte er 1951 wiederholen. In jener Saison gewann er auch die Benelux-Rundfahrt vor Piet Peters.
Er war von 1952 bis 1961 Berufsfahrer und begann seine professionelle Laufbahn im Radsportteam Locomotief-Vredestein. Van Beenen war während seiner Laufbahn Domestik für Wim van Est und Wout Wagtmans, die er vor allem in den Grand Tours unterstützte. 
1955 wurde er Vize-Meister im Straßenrennen hinter dem Sieger Thijs Roks und Dritter der Holland-Rundfahrt, die von Piet Haan gewonnen wurde. Viermal bestritt er die Tour de France, 1952 wurde er 69. 1953 36., 1954 20. und 1955 27. des Gesamtklassements. Im Giro d’Italia war er dreimal am Start, 1953 wurde er 72., 1954 59. und 1955 erreichte er den 11. Rang. In den Rennen der Monumente des Radsports war der 13. Platz im Rennen Mailand–Sanremo 1954 sein bestes Resultat.

## Berufliches
Nach seiner Radsportkarriere betrieb Van Breenen einen Gemüseladen.